# 張玉卓
张玉卓（1962年1月5日—），山东寿光人，中国洁净煤技术专家、政治人物，1985年5月加入中国共产党，1985年7月参加工作，工学博士，研究员，中国工程院院士，是中共第十九届中央候补委员、第二十届中央委员。曾任神华集团董事长，中共天津市委常委、滨海新区区委书记，中国石油化工集团董事长，中国科协党组书记、常务副主席、书记处第一书记。现任国务院国有资产监督管理委员会主任兼党委书记。

## 生平
张玉卓是山东寿光人。1978年，在山东矿业学院（1999年改称山东科技大学）学习。1982年8月，在中国煤炭科学研究总院矿山测量专业读硕士研究生。1986年3月，在北京钢铁学院（1988年改称北京科技大学）采矿工程系读博士研究生。1989年1月，任煤科总院北京开采所特采室副主任。1992年9月，在英国南安普顿大学做博士后。1993年10月，任美国南伊利诺依大学客座研究员。1995年5月，任煤炭科学研究总院院长助理。1997年1月，任煤炭科学研究总院副院长(期间挂职山东兖州矿务集团公司副总经理)。1999年3月，任煤炭科学研究总院院长。
2002年，任神华集团有限责任公司副总经理、党组成员，兼中国神华煤制油有限公司董事长(2002-2008年，在清华大学经管学院读管理科学与工程博士，获经管学院博士学位)。2008年12月，任神华集团有限责任公司总经理。2011年5月，任神华集团有限责任公司副董事长。2011年12月当选中国工程院能源与矿业工程学部院士。2014年5月，任神华集团董事长、党组书记。
2017年3月，任中共天津市委常委、中共滨海新区区委书记。同年10月，中国共产党第十九次全国代表大会上当选中国共产党第十九届中央委员会候补委员。2020年1月17日，改任中国石油化工集团董事长。
2021年7月，任中国科协党组书记、常务副主席、书记处第一书记。
2022年12月27日，任国务院国有资产监督管理委员会党委书记。2023年1月15日，任国资委主任。

## 荣誉
1996年，他被人事部评为优秀留学归国人员，同年入选国家“百千万人才工程”第一、二层次人选。1997年，获国家杰出青年科学基金资助。1998年，获得中国青年科技奖。2001年，获得全国五一劳动奖章。